# Gerhild Ebel

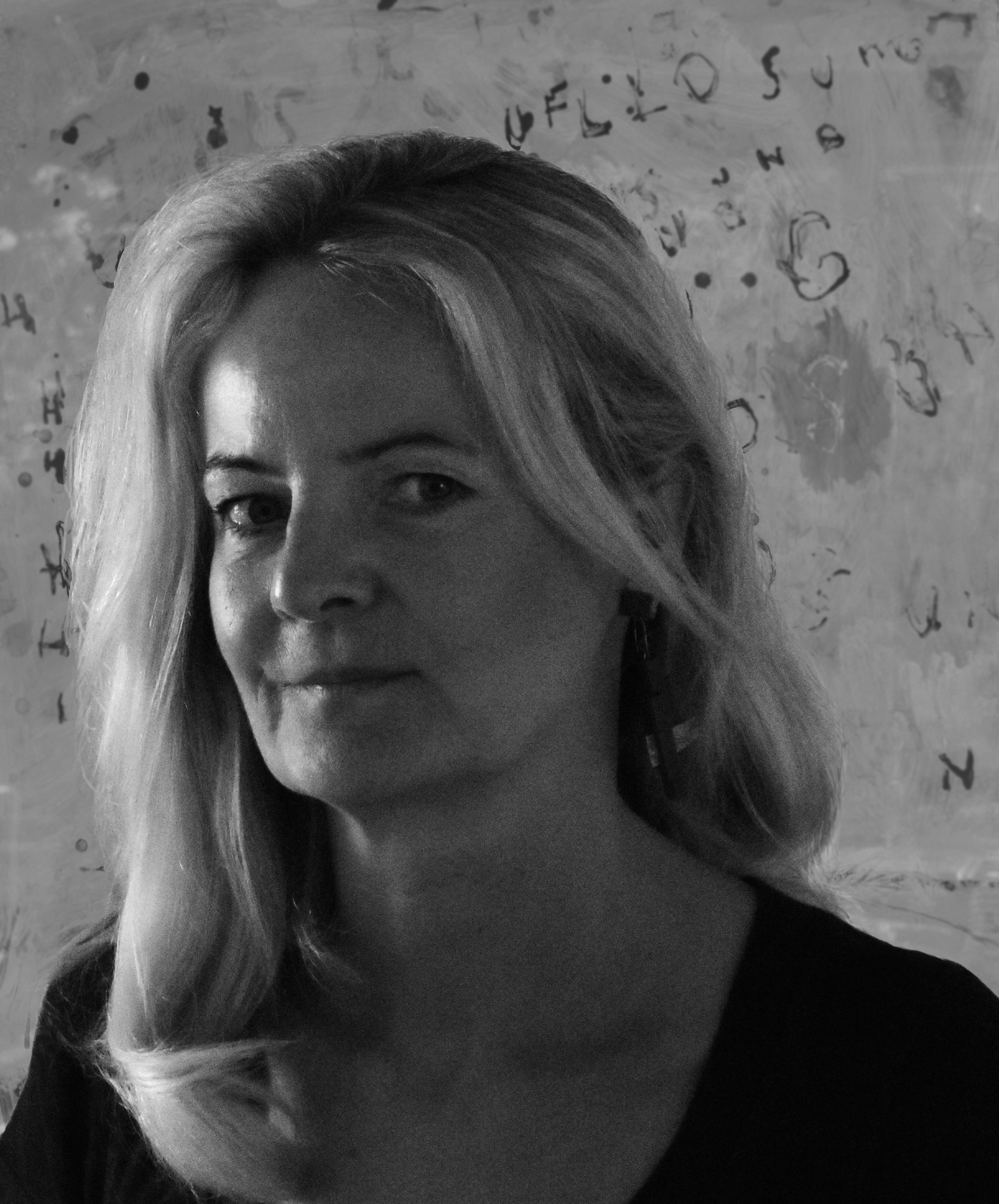
Gerhild Ebel, 2018

Gerhild Ebel (* 1965 in Halle (Saale)) ist eine deutsche Künstlerin, Autorin und Herausgeberin.

## Leben
Gerhild Ebel studierte an der Martin-Luther-Universität Halle Phytopathologie (Diplom 1990) und arbeitete anschließend als wissenschaftliche Mitarbeiterin in Halle.
Seit Mitte der 1980er-Jahre entstehen neben experimenteller Literatur künstlerische Arbeiten auf dem Grenzgebiet von Sprache, Bild und Wissenschaft. Sie beschäftigt sich u. a. mit Kommunikation im Informationszeitalter, Persönlichkeitspsychologie, wissenschaftlichen und politischen Themen (v. a. konzeptionelle Arbeiten, Installationen, Künstlerbücher, Papierschnitt mit Cutter, Grafiken, Prägedrucke, Objekte, experimentelle Literatur).
Gerhild Ebel arbeitet seit 1990 als Herausgeberin auf dem Gebiet experimentelle Kunst und Literatur und veröffentlichte zahlreiche eigene Bücher. Seit Ende der 1980er-Jahre kontinuierliche Publikationen in der Untergrundzeitschrift „entwerter/oder“ (Hrsg. Uwe Warnke) sowie weiteren Zeitschriften, Editionen und Anthologien.
Sie erhielt diverse Stipendien und Kunstpreise seit 1993 (u. a. Anhaltinischer Kunstpreis 2000, V.O.Stomps Preis 2001, Award Marianne Brandt Recognition 2001, Award Winner AboT Wien Recognition 2011, Grafik des Jahres / Neue Deutsche Grafikgemeinschaft 2019, Hallescher Kunstpreis 2020, Nominierung für Prix Littéraire Bernard Heidsieck des Centre Pompidou Paris 2023).
Arbeiten der Künstlerin befinden sich in über 50 internationalen öffentlichen Museen und Sammlungen u. a. Museum of Modern Art New York, San Francisco Museum of  Modern Art, Centre Pompidou Paris, Victoria & Albert Museum London und wurden zahlreich ausgestellt. Sie lebt freiberuflich in Halle/Saale und Berlin.

## Buchpublikationen (Auswahl)
- Die neue Versleere, Uwe Warnke Verlag, Berlin 1993
- schuftiger, Ebel / Zielke, Edition Mariannenpresse, Berlin 1996
- Perun. Zum Farbklang von Sprache, Uwe Warnke Verlag, Berlin 1996
- undsoweiterundsowort. Museum Schloss Burgk, Burgk 1997
- antonym, Uwe Warnke Verlag, Berlin 1997
- dinge. Ebel / Zielke, Uwe Warnke Verlag, Berlin 1997
- short story, Uwe Warnke Verlag, Berlin 1998
- CUt, Uwe Warnke Verlag, Berlin 1999
- novel, Uwe Warnke Verlag, Berlin 1999
- crosswords, Uwe Warnke Verlag, Berlin 2000
- seven people, Konstmuseum Ystad/Sweden, Ystad 2000
- diary of sound, Ebel / zeitblom, Uwe Warnke Verlag, Berlin 2001
- portraits, Uwe Warnke Verlag, Berlin 2001
- Ein Molekül Tinnitus, Ebel / Pastior, Uwe Warnke Verlag, Berlin 2002
- zeckenmilbenwanzenschaben, Ebel / Zielke, xlex_press, Berlin 2002
- Gelbspötter / Rotdorn, xlex_press, Berlin 2003
- schilfrohrflötentropfsteinhöhle, Uwe Warnke Verlag, Berlin 2003
- to the nation, xlex_press, Berlin 2004
- links & rechts, Ebel / Zielke, xlex_press, Berlin 2005
- fine war, xlex_press, Halle. Berlin 2005
- the labyrinth connection, xlex_press, Halle. Berlin 2006
- three persons, xlex_press, Halle.Berlin 2006
- skandinavische reise, xlex_press, Halle. Berlin 2008
- the game of george w., xlex_press, Halle. Berlin 2008
- fachsprachen. die bregenzer kontamination, Ebel / Stolterfoht, xlex_press,  Halle. Berlin 2009
- home sweet home, xlex_press, Halle. Berlin 2010
- shots, xlex_press, Halle. Berlin 2012
- augenminusfalle, xlex_press, Halle. Berlin 2012
- fragment, xlex_press, Halle. Berlin 2013
- THE WALL, xlex_press, Halle. Berlin 2014
- ist gleich, xlex_press, Halle. Berlin 2015
- purple falcon, Ebel / Groß, xlex_press, Halle. Berlin 2015
- pirate 748, Ebel / Groß, xlex_press, Halle. Berlin 2016
- Cäsium 137, Ebel / Stolterfoht, xlex_press, Halle. Berlin 2016
- aleppo, xlex_press, Halle. Berlin 2016
- cash, xlex_press, Halle. Berlin 2016
- borderlines, xlex_press, Halle. Berlin 2016
- Katatura I - III, Ebel / Groß, xlex_press, Halle. Berlin 2016
- sulamith, xlex_press, Halle. Berlin 2017
- cesium 137 II, Ebel / Stolterfoht, xlex_press, Halle. Berlin 2017
- entlöse. final salvation, Ebel / Schlotmann, xlex_press, Halle. Berlin 2018
- horizon, xlex_press, Halle. Berlin 2018
- square to go, xlex_press Halle. Berlin 2020
- aus nächster nähe, G. Ebel / HP Meyer, xlex_press Halle. Berlin  2020
- ROT, xlex_press Halle. Berlin 2021
- sound of fire, G. Ebel / R. Montgomery, xlex_press Halle. Berlin. London 2021
- 24_02, xlex_press Halle. Berlin 2022
- flugschrift, Literaturhaus Wien 2024

## Herausgeberschaft (Auswahl)
- miniature obscure. Zeitschrift für experimentelle Literatur und Kunst 1991–2007 gemeinsam mit Cornelia Ahnert
- halbzeit/oder, 2006
- quartett. Zeitschrift für experimentelle Literatur und Kunst, seit 2008
- memory I und II, 2019 und 2021
- art_lex. original-grafisches Lexikon für Literatur und Kunst, seit 2015, bisher 15 Bände A–Q (Stand 2024)

## Kataloge
- Gerhild Ebel, undsoweiterundsowort, Hrsg. Erik Stephan, Museum Schloss Burg, 1997
- Gerhild Ebel, Das Künstlerbuch, Edition Hohes Ufer Ahrenshoop / Neues Kunsthaus Ahrenshoop, 2003
- Gerhild Ebel, antonyme & transcripte, Kunstsammlung Jena, 2013